# Ponto (tipografia)

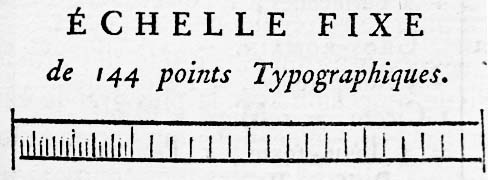
Escala Fournier de Pierre Simon

Na tipografia, o ponto é a menor unidade de medida. É usado para medir o tamanho da fonte, espaçamento e outros itens em uma página impressa ou tela digital. O tamanho da ponto variou 0,18 a 0,4 milímetros ao longo da história da impressão. Após o advento da editoração eletrônica nas décadas de 1980 e 1990, a impressão digital suplantou amplamente a impressão tipográfica e estabeleceu o ponto DTP (desktop publishing point) como o padrão de fato. O ponto DTP é definido como 1⁄72 de uma polegada e 1⁄12 de uma paica. 

### Ponto Didot
A medida tipográfica conhecida como ponto Didot, foi estabelecida pelo tipógrafo e impressor francês Francisco Ambrósio Didot. Sua equivalência no sistema métrico é de cerca de 0,376mm (ou 2,6595745 pontos = 1 mm).